# SPIDI
SPIDI（スピーディ、スピーディー）は、イタリアヴェネト州ヴィチェンツァ県サレーゴにあるオートバイ用品メーカーである。

## 沿革
1977年にレーシンググローブメーカーとして創業。1979年にケニー・ロバーツにレーシンググローブを供給する。1980年代にはレザースーツやオートバイウェアの生産を開始し、1989年にオートバイジャケットを販売する。1990年代にはヨーロッパやアメリカ、日本、オーストラリアに拡大し、レーシングスーツでのWGPテクニカルスポンサーを開始する。1999年には無限電光との共同開発でエアバッグジャケットの販売を行い、2007年には無限電光との日本国内販売代理店を締結する。

## 主なライダー（過去に使用した人も含む）
- ケニー・ロバーツ
- フレディ・スペンサー
- エディー・ローソン
- ジョン・コシンスキー
- コーリン・エドワーズ
- マルコ・メランドリ
- 阿部典史
- 上田昇
- 加賀山就臣
- 中野真矢